# وندی هیلر
وندی مارگارت هیلر (انگلیسی: Wendy Margaret Hiller؛ ۱۵ اوت ۱۹۱۲ – ۱۴ مهٔ ۲۰۰۳) هنرپیشه اهل بریتانیا بود.
وی بین سال‌های ۱۹۳۶ تا ۱۹۹۳ میلادی فعالیت می‌کرد.
از فیلم‌ها یا برنامه‌های تلویزیونی که وی در آن نقش داشته است می‌توان به مردی برای تمام فصول، مرد فیل‌نما، پیگمالیون، میزهای تک‌نفره، پسران و عشاق، قتل در قطار سریع‌السیر شرق و سفر نفرین‌شده اشاره کرد.